# Friedrich Schwager
Friedrich Schwager SVD (* 28. März 1876 in Altenhagen; † 8. Mai 1929 in Redfield) war ein deutscher römisch-katholischer Priester und römisch-katholischer, später kongregationalistischer Missionswissenschaftler.

## Leben
Er trat 1895 in die Gesellschaft des Göttlichen Wortes ein und empfing am 25. Februar 1899 die Priesterweihe. 1899 wurde er Gymnasiallehrer in Steyl. 1900 wurde er Redakteur des Kleinen Herz-Jesu-Boten (seit 1902 Steyler Missionsbote). Von 1908 bis 1921 war er als Priester in verschiedenen Teilen Deutschlands tätig. 1911 wurde er Mitbegründer der Zeitschrift für Missionswissenschaft. Von 1918 bis 1923 war er Generalsekretär der Superiorenkonferenz. 1921 wurde er Professor der Missionswissenschaft im Missionspriesterseminar St. Augustin. 1923 wurde er Delegierter auf der Missionsversammlung der amerikanischen Studenten in den USA. 1924 wurde er Professor der Missionswissenschaft im St. Mary’s Mission Seminar in Techny in Illinois. 1925 trat er aus der römisch-katholischen Kirche  aus und schloss sich an die Kongregationalisten an. Er heiratete Mary Vormann. Von 1925 bis 1929 war er Theologieprofessor in der Seminarabteilung des Redfield Colleges der Kongregationalisten.

## Schriften (Auswahl)
- Die katholische Heidenmission im Schulunterricht. Hilfsbuch für Katecheten und Lehrer. Steyl 1913, OCLC 18775188.
- Frauennot und Frauenhilfe in den Missionsländern. Ein Weckruf an die katholische Frauenwelt. Steyl 1914, OCLC 65822917.
- Der Düsseldorfer Missionskursus für Missionare und Ordenspriester. 7.–14. Oktober 1919. Vorträge, Aussprachen und Beschlüsse des Missionskursus. Aachen 1920, OCLC 782090018.
- Emilie Huch. Ein Frauenbildnis aus dem neunzehnten Jahrhundert. Aachen 1920, OCLC 63971841.